# 極悪女王
『極悪女王』（ごくあくじょおう）は、鈴木おさむの企画・脚本・プロデュース、白石和彌総監督によりNetflixで
製作され、2024年（令和6年）9月19日より世界独占配信されている配信オリジナル連続ドラマ。主演はゆりやんレトリィバァ。
プロレス好きの少女であった松本香が、なぜ1980年代に熱狂的な女子プロレス旋風を巻き起こし、「日本中から嫌われた」日本史上最も有名なヒール「ダンプ松本」になったのか。仲間たちとの友情と闘い。様々な葛藤や代償。そして救済。その知られざる物語を描く。
タイトルの「極悪女王」は元々はダンプ松本の愛称ではなく、「極悪同盟」創始者として再評価され始めた2010年代に一部のメディアが用いたキャッチコピーである。
本作品はダンプ松本やクラッシュギャルズたち女子プロレスラーたちと、伝説のダンプ松本対長与千種の「敗者髪切りデスマッチ」を代表とする
80年代の「狂気の女子プロレス」を作り上げた「全日本女子プロレス」をモデルとした「事実に基づいたフィクション」であり、本編及び参考資料などでもたびたび断り書きが掲示されている。その一方で制作過程の影響により、ノンフィクションやドキュメンタリーの要素が多分に含まれた配信ドラマとなっている。

## 制作、配信、宣伝経緯

### 企画
総合格闘技ブームなどの影響で、2000年代以降の日本のプロレス界は男女ともに低迷期を迎えていた。その状況を打開するため、一旦は引退したものの、2003年（平成15年）に現役復帰していたダンプ松本を中心として、有志による女子プロレス復興計画が持ち上がり、その一環としてジャンボ堀の知人である元力士・鈴木昌平が店長を務めるちゃんこ鍋店（2012年開業）の経営者であった放送作家の鈴木おさむにメディア展開を依頼したところ、大のプロレスファンでもあった鈴木が快諾することになった
2019年（令和元年）、当時放送作家だった鈴木おさむが構成スタッフとして入っていたテレビ朝日のバラエティ番組「すじがねファンです!」で、11月7日と11月14日の前後編、及び12月7日に放送された「特別編」にゲストで登場した元女子プロレスラーのダンプ松本と長与千種の回で、収録現場でダンプ松本対長与千種の「伝説の一戦」である「敗者髪切りデスマッチ」の映像を流した。長与千種の長年のファンはこの映像をこれまで一度も観たことがなかったし、二度と観たくなかった。そしてその映像を観ながらファンは収録現場で悔し涙で号泣した。その様子をみた鈴木おさむは、今の時代にこの熱量を持つものはなかなかない。この当時はプロレスなどの娯楽と真剣に向き合っていた時代であり、当時の女子プロレスを描くことでその「狂気の時代」を全力で生き抜いた人たちをテーマとして扱いたいと考えた。
そして鈴木おさむは、ダンプ松本と長与千種の「敗者髪切りデスマッチ」の写真と、「極悪女王」のタイトルを付けた表紙の数ページの企画書を作成し、Netflixに持ち込んだ。これはドラマですか？と聞かれた鈴木は「はい、ドラマです」と答えた。担当者の坂本和隆はこの企画を面白がり採用され、この企画書を読んだ坂本の部下である高橋信一が「やりたい」と手を上げた。
そして高橋は映画「孤狼の血」シリーズなどで知られており、80年代当時の「全日本女子プロレスの熱狂」も把握していたほどの大のプロレス好きであった映画監督の白石和彌を監督として迎えた。人間の心の奥底にあるドロドロとした感情を描き出す事に長けた作家性を持つ白石により、元女子プロレスラーへの取材を通して見出された、リングに立つ少女たちの妬み嫉み葛藤を軸とした物語として、ダンプ松本と同期レスラーたちの物語として、「闘う少女たちの物語」として、「極悪女王」の制作が始まった。

### オーディション
本作にキャスティングされた女子プロレスラー役の俳優はほぼ全てオーディションにより採用された。それは身体作りも含めて事前準備が必要な作品であり、その覚悟を確認する必要がある作品だ、と白石たち製作陣が考えたからであった。
「ダンプ松本を演じられる人がいなければこの企画は成立出来ない」と考えられていた。ゆりやんレトリィバァはマネージャーからダンプ松本が主役のドラマで、主演のオーディションが行われる事を聞いた。将来はアメリカで活動する事を考えていたゆりやんは、Netflixはアメリカの企業だし、鈴木おさむと白石和彌が制作する作品で主演を務めれば自分のキャリアにプラスになる。極論言えば「アメリカで売れる」。そんな私利私欲からオーディションに参加した。そしてダンプ松本を演じたゆりやんレトリィバァの芝居で制作側の様々な懸念は払拭された。2020年（令和2年）秋、ゆりやんレトリィバァがダンプ松本役に採用された。けれども採用が決まった後は「こんなにありがたい事は無い」と、「極悪女王」完成に向け全力で取り組んでいった。
そして2021年（令和3年）、他の女子プロレスラー役12名のオーディションが行われた。俳優たちはそれぞれの事情に基づいた決意によりオーディションに参加した。その顔は、後々まで白石監督の脳裏に残った。そして剛力彩芽がライオネス飛鳥役、唐田えりかが長与千種役など、それぞれ配役が決まっていった。そして俳優たちは文字通り「人生の一部」を捧げて「極悪女王」の制作に参加した。
キャスティングは公に明らかにされていなかったのにも関わらず、特に唐田の配役は2022年（令和4年）2月頃に記事にされてしまった。そして同時に「極悪女王」という作品が世間で話題になり始めていった。

### 身体作りとプロレストレーニング
女子プロレスラー役の俳優は、撮影前に体重増量込みの身体作りと、プロレスのトレーニングを行った。
ゆりやんレトリィバァは3年掛けて45Kgのダイエットをした直後であったが、自分のパーソナルトレーナーである岡部友と相談しながら約2年を掛けて筋肉量の増量を目指しながら約40kg体重を増やしダンプ松本役をこなせる強靱な身体作りを行った。
唐田や剛力など他の俳優に対しては、同じくNetflixの配信ドラマである相撲を題材として制作された「サンクチュアリ -聖域-」の身体作りを参考として、制作統括の長谷川晴彦プロデューサーがこのノウハウをプロレス仕様にアレンジさせたサポート体制が取られた。
栄養管理士や整体師や専門医、そして専任トレーナーの指導の元、各々、約10kgの体重増加を目指しながら、2022年（令和4年）1月からコロナ禍に配慮されNetflixにより作られた専用ジムで週3回の筋肉トレーニングと、「極悪女王」のプロレススーパーバイザーを務めた「極悪女王」のもう1人の主役である長与千種本人が主宰するプロレス団体「Marvelous」所属選手である彩羽匠や桃野美桜、Maria
、川畑梨瑚たちによる指導により、受け身やロープワークの練習から始めた皆がそろってほぼ「入門」に近い形での週2回の実践プロレストレーニングの、合わせて週5回のトレーニングが撮影開始の半年前から始まり撮影中も課せられ自主練も行い、合わせて1年と半年もの間トレーニングを行った。
白石和彌は俳優自身によるプロレス試合の再現、ましてや「80年代の全日本女子プロレスが作り上げた熱狂」の再現は難しいのではないか、と常に不安を持っていた。けれども練習開始から数日後に見学に行った時には俳優たちの気持ちは「出来上がっていた」。そして撮影前の、そして撮影の進行とともに、前向きな姿勢で成長していく俳優たちに手応えを持つようになった。
みんなで一緒にご飯を食べに行った。悔し涙を流しながらプロレスの練習に取り組んだ。そして高度かつ危険なプロレス技習得への挑戦を厭わなかった。トレーニングに参加した「負けず嫌いな俳優たち」にとっては「まるで部活動のようだった」青春の日々となった。そして女子プロレスラー役の俳優たちは、練習を通じてその仲を深めていった。
身体作りに必要な食費はNetflixから出され、様々な料理や飲み物がケータリングとして常に用意され、また身体に負担を掛けずに増量させるために毎月の血液検査などの健康診断が行われ、メンタルケアも導入されるなど、Netflixによる徹底した体調管理のサポート体制が取られた。

### 撮影
2022年（令和4年）6月30日、Netflix公式サイトでダンプ松本役にゆりやんレトリィバァが配役されることが告知された。
同年7月にクランクイン。試合のシーンを主にして「順撮り」で撮影されていった。
プロレス試合のシーンはプロレススーパーバイザーに就任した長与千種がプロレス技の組み立て構成から担当し、ほぼ代役無しで「99.9パーセント、役者が演じた」と太鼓判を押すほど、感情がぶつかり合う血みどろの激闘でさえもほぼ全て女子プロレスラー役の俳優が自らの身体を張って演じた。また長与は「松永兄弟」を演じた松永高司役・村上淳、松永国松役・黒田大輔、松永俊国役・斎藤工への「松永3兄弟」の言動や行動や仕草」や、ゆりやんレトリィバァに対してはダンプ松本の当時の行動やジェスチャーなど、自分と関わり合いのあった実在の登場人物たちの演技指導を行った。
白石監督と付き合いが長く、またかつて芸能活動をしていた長与千種が主演を務めた映画版「リング・リング・リング」制作にも関わっていた美術担当の今村力を中心として、東京都目黒区にあった全女自社ビルの外観セットを、現在は駐車場となっている実際にビルのあった場所に再現して建てられたり、凶器などの小道具、試合で着用する水着や歌唱ライブの衣装やキャストとエキストラの服装や髪型、全女の道場や移動バスやトラックのデザイン、そしてダンプ松本の当時の実家を一軒まるごと建ててダンプ松本や長与千種本人たちが「そのまんまだ」と感心するほどに、80年代当時の再現にこだわった
。
クランク・イン前にはNetflixで導入されている「リスペクト・トレーニング」と呼ばれるパワハラ・セクハラ防止の為の講習会が開かれ、スタッフやキャストも含めて撮影に参加する全員が受講した。またインティマシーコーディネーターの浅田智穂も制作に関わり、水着姿でのプロレス試合シーンでの俳優たちの身体の見え方などの心理的なサポートを行った。
そして各試合の撮影ごとに何千人もの、場内が満員になるほどのエキストラが参加し、エキストラが白熱し過ぎてダンプ松本役のゆりやんに本当に全力で物を投げ付けてくるなど熱狂的な試合の演出に貢献した。エキストラの中には「80年代の全日本女子プロレス」を試合を生で観戦していた人や、何度も試合の撮影に参加したエキストラもおり、ゆりやんは「お前、強くなったな」と常連のエキストラから声を掛けられた事もあった。まるでエキストラたちも「成長していく女子プロレスラーたち」を見守っているかのようだった。そして「極悪女王」撮影時のエキストラの総数はNetflix史上最大となる約2万5千人以上に上った。
鈴木おさむがプロデューサーの資金繰りの苦悩ぶりを見て曰く、Netflixは「いいものを作るために必要なものにはお金を出す」。そのため、これらの道具や衣装やセットやエキストラ、そして前述した俳優たちへのサポート体制なども含め、多種多様かつ様々な費用が掛かったため、1話につき約1億円、5話全て合わせて約5億もの制作費が掛かったと言われている。
俳優たちは試合の撮影に行く時には「試合に行ってきます」と言い合っていた。段取りをしても段取り通りにいかないため、現場に入ってとにかく「試合を撮影しよう」という、半ばドキュメンタリーのような撮影の仕方になっていった。試合シーンに登板していない俳優はリングの下でセコンド役を「実際の通りに」務め、選手役の俳優たちのサポートを行った。座長であるゆりやんはキャストやスタッフにも気配りで接し、撮影が長引いた時にはリングに上がり、ネタを披露し現場を笑いで和ませていた。また剛力は差し入れをしたり、唐田は新入りの俳優にも謙虚な姿勢で接していた。その一方でゆりやんと唐田はダンプ松本本人からの提案で、ダンプ松本と長与千種の関係の悪化を体感するために、敢えて仲の良い友だちとしての交友を絶つ期間を設けることまでした。こうした俳優たちの頑張りもあり、臨場感のあるプロレスの試合シーンが撮影されていった。
同年10月、ゆりやんレトリィバァが撮影中に受け身を取り損ねてしまい頭と背中を打ち、撮影が中断された。しっかりとした治療のためゆりやんには2週間の絶対安静期間が与えられ、その後、インターバルを取るための半年間の追加練習期間を経て、翌年の2023年（令和5年）に入ってから再び撮影が再開された。そして俳優たちは自分の体調を互いに遠慮無く語り合うようになり、サポート体制も更に整えられた。その一方で、この時期に悪評を煽る中傷記事が出てしまった。しかしこの報道が、記事に抗議出来ない悔しさと、「作品の出来で見返してやる」という反骨心に繋がり、俳優たちや現場の結束を高めることになった。
本作の主要エピソードでありクライマックスシーンとなる「敗者髪切りデスマッチ」は約1ヶ月間掛けて撮影された。長与千種役の唐田えりか自身の髪をダンプ松本役のゆりやんレトリィバァがバリカンで切るシーンは、同年7月7日に一発撮影で行われた。「髪切りデスマッチ」の当事者であるダンプ松本と長与千種も撮影に立ち会い、二人揃ってモニターの前に座り、撮影が始まる前から涙を流していた。ゆりやんは唐田の髪を剃った直後には、手が震えて涙が止まらなくなった。撮影現場は凄まじい空気に包まれた。とあるスタッフが「これを企画したのは誰だ？」と口にした。それを聞いた当の鈴木おさむは「わかりません」ととぼけていたという。
そして同年6月某日、後楽園ホールで行われた本作品ラストの試合シーンとなった「ダンプ松本引退試合」の撮影は、長回し長尺のほぼノンストップで一気に撮影された。そしてダンプ松本や長与千種だけではなく、ライオネス飛鳥やブル中野などの全日本女子プロレスに所属し「極悪女王」に登場した元女子プロレスラーたちが集結した。撮影中は、試合会場がまるごとタイムスリップしたかのような、「その時代」にいたかのような感覚に陥り、撮影終了時には、参加したエキストラやスタッフ、キャストが皆、全員泣きながら総立ちし、拍手を贈っていたという。
女子プロレスラー役の俳優たちは、自分の人生の一部と、命を懸けて「闘い」に挑み、「女子プロレスラーの人生」を疑似体験した。そして撮影終了後には皆、女子プロレスラーに「成っていた」。
長与千種は「極悪女王」の撮影を通して「自分たちが経験した80年代の全日本女子プロレスの熱狂」を追体験した。そして撮影終了後、長与はことあるごとに「あの時代から始まった自分たちの物語が全て完結した」と、スタッフとキャストと「極悪女王」という作品そのものへの感謝の言葉を述べた。

### 配信前

#### 2023年
2023年（令和5年）10月1日、横浜武道館で「クラッシュギャルズ 40周年記念ライブ」が開かれ、長与千種役に唐田えりか、ライオネス飛鳥役に剛力彩芽がキャスティングされた事が公式発表された。そしてダンプ松本も登場し6人揃って記念撮影をしたあと、クラッシュギャルズの代表曲「炎の聖書」を長与、飛鳥、ゆりやん、唐田、剛力の5人で熱唱した。

#### 2024年
2024年（令和6年）2月8日、Netflixラインナップ発表イベント「Next on Netflix 2024」で、ゆりやんレトリィバァが演じる主演のダンプ松本のメインビジュアルと、本編映像が公開された。
7月17日、ゆりやんレトリィバァ、唐田えりか、剛力彩芽の3人で、Netflix公式Instagramアカウントでインスタライブが配信され、「極悪女王」配信開始日が9月19日に決定した事がサプライズで発表された。そしてティザーアート第一弾が発表されたほか、ライオネス飛鳥がインスタライブを視聴している事が判明し3人が歓喜したり、またゆりやんが興奮のあまり思わず斎藤工の出演を発表してしまう一幕もあった。また唐田えりかが「極悪女王」Instagramアカウントを開設
。唐田の手により、唐田えりか本人撮影による「青春の日々」の写真を主にして、「極悪女王」の情報を続々と発信していった。
8月14日、ティザー予告がYouTubeに配信され、追加ティザーアートも公開。仙道敦子が松本香の母・里子役に。また「全日本女子プロレス」創業者一族「松永兄弟」の松永高司役に村上淳、松永国松役に黒田大輔、そして先だって出演が発表されていた斎藤工は松永俊国役、音尾琢真が「極悪レフェリー」阿部四郎役。またえびちゃん（マリーマリー）、隅田杏花、水野絵梨奈、根矢涼香、鎌滝恵利、安竜うらら、堀桃子、戸部沙也花、鴨志田媛夢、芋生悠、野中隆光、西本まりん、宮崎吐夢、美知枝、清野茂樹、赤ペン瀧川の出演も発表された。そして本作の登場人物の1人であり「もう1人の主役」でもある長与千種本人がプロレススーパーバイザーとして参加している事が発表され、長与とダンプ松本、それぞれのコメントも公開された。
8月20日、『FIGARO japon』2024年10月号の斎藤工の連載記事「齊藤工 活動寫眞館」86回に、「極悪女王」の「敗者髪切りデスマッチ」と「ダンプ松本引退試合」の撮影時に、斎藤工が撮影したゆりやんレトリィバァの写真が掲載された。そして翌8月21日、『FIGARO japon』WEBサイトにてコラム記事が掲載された
。
8月20日、ゆりやんのダンプ松本や唐田の長与千種と剛力のライオネス飛鳥の「クラッシュ・ギャルズ」、そして上述した全女レスラーや松永3兄弟や全女スタッフ、そして松本香と長与千種の家族たちメインキャストの場面写真がそれぞれ公開された。
8月21日、1984年（昭和59年）にクラッシュギャルズの名曲「炎の聖書」が発売されてから40周年となるこの日、長与千種役の唐田えりかとライオネス飛鳥役の剛力彩芽による「クラッシュギャルズ」の場面画像が公開された。8月28日、ゆりやんレトリィバァが演じるダンプ松本の場面画像が公開。9月2日、メイン予告とメイン動画が公開され、プロレス試合シーンが初公開された。また以前からゆりやんと音楽制作などを通して親交を深めていたAwichが「極悪女王」のために書き下ろした新曲「Are you serious?」が主題歌に決定したと発表された。
9月7日、長与千種役の唐田えりかがダンプ松本役のゆりやんにサソリ固めを掛けるシーンや「髪切りデスマッチ」などの当時のプロレスの試合を再現したシーンが公開された
。9月11日、「Are you serious?」が配信開始され、「極悪女王」とのコラボムービーが公開された。
9月12日午前、「極悪女王」配信直前 緊急完成報告会が東京都後楽園ホールビル内「後楽園飯店」で行われ、ゆりやんレトリィバァ、唐田えりか、剛力彩芽、白石和彌総監督が登壇した。会見終了間際にはゆりやんが「大ヒットの為の験担ぎ」として、堀江ガンツ他、希望した記者に竹刀打ちをお見舞いし、そして自ら志願した白石和彌を竹刀でしばき倒しながらも声を震わせ号泣しながら白石監督に感謝する一幕もあった。
同日夜、配信記念イベント「ネトフリ極悪プロレス」が後楽園ホールで開催された。会場では撮影で使われた小道具などを配した小部屋が設置され「極悪女王」の世界観が再現され、劇中に登場した「松永高司全女社長の焼きそば」屋台が出店し、Netflixとファッションブランド「JUN」のコラボによる「極悪女王」がデザインされたTシャツや帽子などのアパレルグッズや
キーチェーンやパイプ椅子まで「極悪女王」グッズが会場内で販売された。満員の観客が観戦する中、ダンプ松本役のゆりやんレトリィバァ率いる「ゆりやん軍団」：ドレイク森松、永島千佳世、DASH・チサコ、ZAP-Tと、クラッシュギャルズ：長与役の唐田えりかとライオネス飛鳥役の剛力彩芽率いる「唐田・剛力軍団」：「Marvelous」所属である彩羽匠、桃野美桜、Maria、川畑梨瑚によるプロレスの試合を行った。試合前にはVIP席にダンプ松本と長与千種本人が並んで座ると会場内にダンプコールと長与コールが起こり、2人は手を取り合い両手を上げてコールに応えた。またVIP席にはブル中野、クレーン・ユウ、ジャガー横田、そして元ビューティペア・マキ上田たち「極悪女王」に登場した元全女女子プロレスラー本人たちも多数集結した。また松永国松役の黒田大輔も列席し、同じくNetflix配信ドラマ「サンクチュアリ -聖域-」に出演していた一ノ瀬ワタルやお笑い芸人のめっちゃ、そして世界的ダンサーの菅原小春も招かれた。そして試合終了後、ゆりやんがダンプ松本への感謝の言葉を述べ、ダンプ松本は涙を流しながらその言葉に聞き入った。そしてゆりやん、唐田、剛力、白石和彌監督によるトークショーが行われ、終盤にはVIP席で観戦していた全女女子プロレスラーを演じたクレーン・ユウ役のえびちゃん（マリーマリー）、大森ゆかり役の隅田杏花、デビル雅美役の根矢涼香、ラブリー米山役の鎌滝恵利、ジャンボ堀役の安竜うらら、ブル中野役の堀桃子、影かほる役の戸部沙也花、「ビューティペア」・ジャッキー佐藤役の鴨志田媛夢、マキ上田役の芋生悠がリングに上りそれぞれコメントを述べ、最後にはゆりやんの呼び掛けにより、全女元女子プロレスラーたちもリング上に上がり、キャストと本人とで並び、皆で記念撮影を行った。
9月16日から、渋谷センター街を中心に「極悪女王」の広告が掲示展開された。フラッグ広告の他、店舗のシャッターが閉まるとゆりやん扮するダンプ松本「悪態広告」のシャッター広告が展開された。この広告は9月29日まで実施された。
配信開始日前後には、Netflix公式Xアカウント及びFacebookで、元「クラッシュギャルズ」親衛隊であり、後にプロレス記者となり、「3人目のクラッシュ」と呼ばれたライター・伊藤雅奈子筆による「日刊極悪女王プロレス」と題された記事が連続で投稿された。
配信開始日の前日となる9月18日、、大阪府にあるなんばグランド花月で行われた吉本新喜劇の本公演に、ダンプ松本役・ゆりやんレトリィバァと長与千種役・唐田えりかとライオネス飛鳥役・剛力彩芽がサプライズでゲスト出演した。3人は揃って出演者たちとともに「ズッコケ」を披露し、ゆりやんは座長の吉田裕と「乳首ドリル」芸を息ぴったりに行った。

### 配信開始当日
2024年（令和6年）9月19日、長与千種役の唐田えりかの誕生日
のこの日の日本時間16時から「極悪女王」全5話が配信開始された。
また同日、本作品の主要エピソードとなるダンプ松本対長与千種の「敗者髪切りデスマッチ」の場面写真も公開された。
同日配信開始後に、ゆりやんレトリィバァ公式Instagramから、唐田えりかと剛力彩芽と共に「配信開始記念インスタライブ」が行われ、主題歌「Are you serious?」を歌ったAwichも途中で参加し「極悪女王」配信開始を祝った。そして同日夜20時から第1話と第2話を鑑賞しながら、他の視聴者とNetflix公式Xアカウントで感想を共有する「ウォッチパーティー」が行われその後、Netflix公式XアカウントとInstagramアカウントでアフタートークも行われた。

### 配信開始後
配信開始以降、視聴した人々から大きな反響が上がり、SNSではハッシュタグ「#極悪女王」がトレンド入りし、「極悪女王」は大きな話題となっていった。そして小泉今日子や有吉弘行、千鳥ノブ、チョコレートプラネット
、みちょぱ：池田美優
、NON STYLE・井上裕介
、平成ノブシコブシ・吉村崇、ベッキー、ポルノグラフィティ・岡野昭仁、倖田來未、ジェーン・スー、爆笑問題、糸井重里などの様々な著名人たちがラジオ番組やインタビュー記事、YouTube配信動画、SNSなどで賞賛のコメントを上げた。そしてNYタイムズにも評論記事が掲載された
。また「ジャパンタイムス」には「ダンプ松本役を演じたゆりやんレトリィバァ」へのインタビュー記事が掲載され、「極悪女王」制作の話や、アメリカ移住への決意を含めたゆりやんの心情が語られた。
視聴者の中には20回以上も観たという人もいた。また長与千種が海外へ行った時に、「極悪女王」を観た当地のレスラーたちから「素晴らしい！！」と絶賛され、「極悪女王」が海外にも広まっていっている事を実感した。
そして配信第一週目にNetflix週間日本国内ランキング第1位となり、三週連続日本国内ランキング第一位となった。
第1週目の9月25日には先日行われた「ネトフリ極悪プロレス」で解説を行った「野性爆弾」・くっきー！と「レイザーラモン」のHGとRGたちプロレス大好き芸人と、そして本編で全女女子プロレスラーのクレーン・ユウ役を務めたえびちゃん（マリーマリー）による「感想会」動画が配信。第2週目の10月3日にはゆりやん、唐田、剛力、白石和彌監督、そして長与が制作逸話を語るドキュメンタリー動画と、「プロの戦いに挑む」ゆりやん、唐田、剛力を映し出した「プロだから」動画。第3週目の10月9日には、ゆりやん、唐田、剛力による、ダンプ松本とクラッシュギャルズをイメージしたスペシャルフォトが公開され、またゆりやんによる撮影現場案内「セットツアー」動画がそれぞれ配信された
。
Netflixのサポートにより配信開始の時期には約30kgの体重減量をしていたゆりやんレトリィバァは、「極悪女王」から発案した「ダンプ松本雄叫び芸」や「竹刀振り回し芸」、「Netflix起動音芸」、そして「頭にフォークを刺してデリシャス！芸」を用いて、先の「緊急記者会見」や「ネトフリ極悪プロレス」
のみならず、出演したラジオなどの様々な番組や、9月29日に愛媛県西予市で開催された松永俊国役の斎藤工発案による移動映画館イベント「cinéma bird」。そして10月5日にはTBS系列の特番「オールスター感謝祭 2024秋」に霜降り明星・粗品の代打で登場したゆりやんが、同番組司会の今田耕司や参加していた霜降り明星・せいや、そして同じく参加していた斎藤工にフォーク芸で襲いかかるなど、公式非公式問わずに様々な場所で暴れ回り、宣伝活動を行った。
10月4日、NHKの朝の情報番組「あさイチ」にゆりやんレトリィバァが登場した。例の如く竹刀芸で一暴れし司会の博多大吉から制止された後、松永俊国役の斎藤工とダンプ松本本人からの賞賛のコメントが紹介された。
11月18日、日本テレビ系列で放送されたトーク番組「しゃべくり007」で「昭和の女子プロレスSP」と題し、ダンプ松本、長与千種、ライオネス飛鳥、ジャガー横田、ブル中野らが登場。「極悪女王」の実録裏話として「極悪同盟」や「クラッシュ・ギャルズ」などの「80年代の全日本女子プロレス」の数々の逸話が語られた。そして番組内では、表舞台から退いていたデビル雅美がサプライズで登場し、約20年ぶりにブル中野と再会した。またダンプ松本も大先輩であり恩人であるマミ熊野と再会した。そして他にも「ななにー 地下ABEMA」にはダンプ松本、ライオネス飛鳥、剛力彩芽が、「探偵!ナイトスクープ」にはダンプ松本と鈴木おさむが、「突然ですが占ってもいいですか?」にはダンプ松本、長与千種、ライオネス飛鳥が
、そして他のテレビ番組にも「極悪女王」関係者がゲスト出演し、「極悪女王」の様々な裏話を披露した。
11月21日、44年の歴史の中で2回目であり、30年ぶりとなる「女子プロレス」を特集した雑誌『Number』が発売された。長与千種とライオネス飛鳥の「クラッシュギャルズ」対談記事や、ダンプ松本のインタビュー記事、そしてNetflix配信ドラマ「極悪女王」制作の舞台裏など、様々な「秘話」記事が掲載された。
10月27日には唐田が「Marvelous」の名古屋大会を訪れ、リング上で長与千種と交流し、11月18日にはゆりやん、えびちゃん、斎藤工と「極悪女王」スタッフたちが「神取忍還暦祭」を観戦しに訪れ、出場していたダンプ松本からは、ゆりやんはダンプ松本役の熱演を賞賛され、斎藤工はダンプからのマイクパフォーマンスの洗礼を受けた。12月1日には、後楽園ホールで「Marvelous」主催による『長与千種還暦祭』が開催された。この時に「極悪女王」の制作スタッフやキャストが招待された。ゆりやん、唐田、そして「ビューティペア」・ジャッキー佐藤役の鴨志田媛夢から長与にリング上で花束が贈られた。またその中には斎藤工と松永国松役の黒田大輔もいた。そして長与千種はリングの上で、松永兄弟と松永国松、松永俊国への謝辞を述べた。
12月6日、「東京コミコン 2024」アンバサダーを務めた斎藤工がコミコン事務局に打診し企画された「極悪女王」コラボイベントが開催された。「極悪女王」のプロレス練習に協力した「Marvelous」所属の彩羽匠や桃野美桜やMariaたち、そして「STARDOM」による試合が行われた後、ゆりやん、斎藤工、長与千種、そしてダンプ松本から後継者として指名された「STARDOM」所属のヒールレスラー・刀羅ナツコが参加したトークショーが行われた。
そして12月10日。ゆりやんレトリィバァはかねてより宣言していた、そして「極悪女王」出演の動機の一つであったアメリカへ活動拠点を移すべくロサンゼルスへと出立した。

### 各賞受賞

#### 「プロレス大賞」話題賞
2025年（令和7年）1月8日、ダンプ松本が「極悪女王」の大ヒットによる女子プロレス及びプロレス界全体の活性化に貢献した功績により、東京スポーツ新聞社制定の「プロレス大賞」話題賞を受賞した
。
ダンプ松本は「私は「極悪女王」を制作してくれたスタッフと、演じてくれたゆりやんを初めとした女優さんたちのおかげでここに立っています」と、ダンプ松本、長与千種、ライオネス飛鳥にそれぞれ扮したゆりやんレトリィバァ、唐田えりか、剛力彩芽が描かれたTシャツを着て壇上に上がりコメントした。そして「若いお客さんがプロレスを観に来てくれてプロレス界が盛り上がれば、「極悪女王」だった甲斐があります」とも告げた。「Netflixへの入り方がわからない人は若い人に聞いて、まだまだ「極悪女王」を観て下さい」とアピールし、「ゆりやんバンザーイ！！」と賞賛した。

#### 「放送文化基金賞」ドラマ部門奨励賞
2025年（令和7年）6月6日、第51回 （2024年度）「放送文化基金賞」の受賞者が発表され、「極悪女王」がドラマ部門奨励賞を受賞した。
膨大な費用と時間を掛け、俳優たちが身体を張り、圧倒的な熱量で1980年代の「全日本女子プロレス」の熱狂を再現し「女子プロレスラーたちの人生を生き直し」ドラマを作り上げた事が評価されての受賞だった
。
企画立案及び脚本の鈴木おさむは「あの時代に生きた女性たちの“命の熱”を受け取ってくれた証」、そして監督の白石和彌は「女子プロレスラーを演じた俳優たちと、今も闘い続けているダンプ松本さんや長与千種さんたち女子プロレスラーの皆さんを讃えて下さい」とコメントした。そして根矢涼香たちキャスト陣と、プロレススーパーバイザーを務めた長与千種を代表とした関係者たちがSNSで感謝の言葉を述べた。
7月9日、「公益財団法人 放送文化基金」は「第51回（2025年）「放送文化基金賞」贈呈式」を開催した
。そして監督を務めた白石和彌と、ライオネス飛鳥役の剛力彩芽、そしてダンプ松本役のゆりやんレトリィバァが出席し登壇した。
コメントを求められたゆりやんは、定番芸の一つである「授賞式で沈黙し顔芸炸裂芸」を披露し「サプライズ！！」と締めて終えようとしMCから止めらる一幕もあった。
そしてゆりやんは「ネガティブな苦労や大変さは無く、人生のうちの何年かをみんなで楽しく一緒に歩いた。撮影というよりは、間違いなく私たちの人生だった」と述べた。そしてダンプ松本本人から「遠慮したらダメ。絶対に怖くするんだよ」とアドバイスされたこと、それでも「自分の感情を出すのは勇気が要りなかなか難しかった」と語ったが、突如「今ならなんでも出来ますよ！！」と絶叫し、「極悪女王」のトレードマークともなった凶器のフォークを取り出し白石和彌に攻撃を仕掛け「フォークを刺してデリシャス芸」を披露し、会場は爆笑に包まれ大盛り上がりとなった。

## あらすじ
1974年、松本香は母と妹と貧乏な生活を送りながら生活していた。時々金をせびりに帰ってくる父親は酒乱で暴力をふるい、香の給食費を取り上げる。翌日、母と香は父のいるアパートへ赴くも、そこには愛人と幼い赤ん坊がいた。母と父が争っているなか、愛人の赤ん坊の名前も「カオル」だと知り、その場を走って飛び出す香。その際、転んで手をケガしたところ、プリティ・アトムに声をかけられる。手当てをしてもらうため入れてもらった場所は、全日女子プロレスが興行を行う体育館であった。そこで見たレスラーたちの練習風景を目の当たりにしたことでそれ以来女子プロレスファンになる。
1979年、自らもプロレスラーになりたくて密かにオーディションを受けようと思っていたが、母親の紹介で地元の太陽パン屋へ就職することが決まる。貧しい生活と母親のためにもと決意し初出勤した。

## 登場人物

### 主要人物
ダンプ松本 / 松本 香
演 - ゆりやんレトリィバァ（幼少期：さとる）
父親の不倫、DV、金銭問題を抱えた貧しい家庭で育つ。心優しい少女だが、劣悪な家庭環境の原因である父親を殺したいと思うほど憎んでいる。カリスマ的人気を誇っていた「ビューティ・ペア」の一人であった女子プロレスラーのジャッキー佐藤に幼少期から憧れており、全女のオーディションを受けるか悩んでいたが、決まっていたパン屋への就職を断り女子プロレスラーとなるべくオーディションを受ける。この時に同じくオーディションを受けて合格した北村智子：ライオネス飛鳥や大森ゆかり、本庄ゆかり：クレーン・ユウ、そして長与千種は同期となり、昭和55年に全女に入ったことから後に「55年組」と呼ばれるようになる。デビュー前は落ちこぼれ組であり、特に千種とは仲良くなっていく。会社に指示されるがままにデビル雅美率いる「ブラック・デビル」に加入しヒールレスラーを目指すがそこでも挫折。「クラッシュ・ギャルズ」として先へ行く千種に羨望を眼差しを向けていたが、ある時を機にヒールとして覚醒。この時に繰り出したラリアットを観た阿部四郎が「ダンプカーみてぇだ」と呟いたことからリングネームを「ダンプ松本」と名付け、ヒールレスラーとなっていく。デビル雅美と対立し「ブラック・デビル」脱退後に、同期のクレーン・ユウと共にヒール軍団『極悪同盟』を結成し、極悪同盟のメンバー達にはベビーフェイス(善玉)のレスラーやファンと慣れあう事を禁じ、自らリング外でもヒールに徹し、24時間「ダンプ松本」であり続けようとする。金属チェーン・ハサミ、フォーク等の凶器攻撃、反則行為で数々の流血試合を繰り広げ、その極悪非道な戦いぶりから、国民的人気レスラーとなっていた飛鳥と千種の「クラッシュ・ギャルズ」の宿敵となり抗争を繰り広げ、「日本中から嫌われた」最恐最悪のヒールレスラーとなっていく。そして最大の宿敵となった千種と、後々まで語り継がれる「伝説の激闘」・「敗者髪切りデスマッチ」を闘うことになる。

#### クラッシュ・ギャルズ
長与千種演 - 唐田えりか
55年組。両親が金銭問題で蒸発し、親戚中をたらい回しにされた過去を持つ。同期の松本とは寮で生活を共にする内に親友同士になる。松本同様、デビュー前は落ちこぼれ組の一人だった。空手経験者で、プロレスの練習で逆上して受け身技が取れない空手技を使ったことで先輩レスラーのラブリー米山に目をつけられ、無視される・財布を盗んだ犯人だと決めつけられる等の虐めを受け、プロレスを辞めることを決意するが、最後の試合で自分のやりたいプロレスをして辞める事を決意する。最後と決めた試合の相手だったライオネス飛鳥とやりたいプロレスが出来たことで彼女と意気投合し、後にライオネス飛鳥と「クラッシュギャルズ」を結成。デビュー直後から輝きを放つスター性があり、ベビーフェイスの国民的人気レスラーに上り詰める。
ライオネス飛鳥 / 北村智子
演 - 剛力彩芽
55年組で、松本や長与らとはデビュー前に寮で生活を共にした仲。同期や先輩の横田からは本名由来のあだ名である「トモ」と呼ばれる。ジャッキー二世と呼ばれ、身体能力抜群のエリートレスラー。自身のデビュー戦での相手であった長与と試合後に意気投合し、長与とベビーフェイスのタッグチーム「クラッシュギャルズ」を結成する。リングの上での純粋なプロレスへの想いが強く、ドラマや歌手等のアイドル的活動には懐疑的考えを持っており、クラッシュ・ギャルズの空前のブームからアイドル活動によってプロレスの練習時間が徐々に短くなっていくことに不満を持ち始める。"ドラマや歌の活動もプロレスの仕事"とアイドル活動に割り切った考えを持つ長与とは徐々にすれ違いが生じていく。「髪切りデスマッチ」では長与のセコンドとしてリング内にタオルを投げ込むなど試合を中断させるよう奮闘したものの、「凄惨な結末」を止める事は出来なかった。「ダンプ松本引退試合」では、悪役のまま引退しようとするダンプに対して「最後の問いかけマイクパフォーマンス」を行い「延長試合」のきっかけを作った。

### 極悪同盟
クレーン・ユウ  / 本庄ゆかり
演 - えびちゃん（マリーマリー）
松本香とは同期であり寮で生活を共にした仲であり、後に「55年組」と呼ばれるようになる。デビュー前は、松本と長与と共に落ちこぼれ組の一人だった。香と共にヒールとしてデビル雅美率いるヒール軍団『ブラック・デビル』に入らされ、デビル雅美の命令で覆面レスラー「マスクド・ユウ」として所属した。しかし「ダンプ松本」となった香と共にブラック・デビル脱退した後にマスクを脱ぎ、ヒール軍団『極悪同盟』を結成し、「クレーン・ユウ」に改名した。極悪同盟のNo.2になる。ヒールレスラーだが人の良さを隠せず、リングから降りるとベビーフェイスのレスラーと普通に接してしまう為、プライベートでもヒールに徹しようとするダンプとの間に亀裂が起こり、ダンプによる制裁とも言える肉弾戦の末に追放の憂き目に遭う。その後、本名の本庄ゆかりに戻りレフェリーを務める。そして「敗者髪切りデスマッチ」を経て「ダンプ松本引退試合」に立ち会い、「55年組のプロレス」を成立させることになる。
ブル中野 / 中野恵子
演 - 堀桃子
松本の後に入門したベビーフェイス志望の後輩レスラー。しかし「デビル軍団」の一員として凶器の手渡し役を務めていた。初めは鈍臭い冴えない性格だったが、第4話でクレーン・ユウを追放することに決めたダンプの手により強引にバリカンで頭の髪の毛を半分剃られてしまい、「クレーン・ユウ追放試合」の時からダンプの新しい相方として「ブル中野」のリングネームで「極悪同盟」のNo2となる。リング上ではヌンチャクを操る極悪なヒールレスラーに豹変するようになる。
影かほる演 - 戸部沙也花
「敗者髪切りデスマッチ」でダンプ松本の影武者を務めた。以降、「ダンプ松本引退試合」までダンプ松本と「極悪同盟」に付き従った。

### ダイナマイト・ギャルズ
大森ゆかり
演 - 隅田杏花
松本香や長与千種たちとともにオーディションに合格し、香や長与と同期であり寮生活を共にした仲である「55年組」の一人。後のライオネス飛鳥である北村智子とともに、早い内からプロテストに合格する。「長与千種の覚醒」の時の試合で、先輩であるジャンボ堀に闘いを挑んだ結果、堀から気に入られ、堀とベビーフェイスのタッグチーム「ダイナマイト・ギャルズ」を結成する。しかし「クラッシュ・ギャルズ」の人気に飲み込まれてしまう。ベビーフェイスであったが、ヒールとなったクレーン・ユウと仲良くしていた結果、ダンプ松本によるクレーン・ユウへの制裁とも言える凄惨な大流血試合を、クレーン・ユウの慟哭まで見届け、「ダンプ松本引退試合」の時まで引きずる事になる。
ジャンボ堀 / 堀あゆみ
演 - 安竜うらら
大きな体を活かしたダイナミックなプロレスを得意とする美人レスラー。「長与千種の覚醒」時の試合で自分に挑んできた後輩レスラーの大森ゆかりを気に入り、ベビーフェイスのタッグチーム『ダイナマイト・ギャルズ』を結成する。しかし「クラッシュ・ギャルズ」の人気に押されていってしまう。

### ブラック・デビル
デビル雅美
演 - 根矢涼香
松本香の先輩レスラー。ヒールユニット・デビル軍団『ブラック・デビル』のリーダーで実力派ヒールレスラー。ヒールの自分の立ち位置を十分理解しているため武器も使用するが、リングはあくまで「プロレスをする所」という正統派の考えを持っている。第3話で香と本庄を「ブラック・デビル」に引き入れ、「プロはどんな凶器でも流血させることか出来る」と凶器の使い方を教える。しかし第4話冒頭でタッグを組んだダンプの殺しあい寸前のような暴走を見てダンプと決別、デビル軍団を解散させる。その後「敗者髪切りデスマッチ」では長与のセコンドに付き、「ダンプ松本引退試合」ではクラッシュ・ギャルズのセコンドとなり、試合の行方を見届ける。
マナ猪瀬
演 - Maria
デビル軍団『ブラック・デビル』の一員で、デビル雅美の側近。

### ビューティ・ペア
松本香たちが憧れ、女子プロレスラーになりたいと願うほどに熱狂的な人気を誇った女子プロレスラータッグチーム。しかし人気に限りが出始めると松永兄弟により容易に切り捨てられてしまう。「極悪女王」では物語冒頭でスポットライトに照らされながらリングの上で「かけめぐる青春」を歌うシーンを「光」、その一方で敗者引退試合を仕掛けられたその結末を「影」として、本作における女子プロレスラーの象徴的な存在として扱われている。また監督の白石和彌はビューティ・ペアの「かけめぐる青春」を本作「極悪女王」のテーマであると明言している。
ジャッキー佐藤
演 - 鴨志田媛夢
カリスマ的国民人気を誇ったベビーフェイスのタッグチーム『ビューティ・ペア』のレスラーの一人で、松本香が女子プロレスラーの夢を持つきっかけとなった人物。第1話で松永兄弟により仕掛けられたマキ上田との敗者引退試合で「生き残ってしまい」、その後は一人でレスラーと歌手活動を続けたが結局見切りを付けられてしまい横田利美：後のジャガー横田と敗者引退試合を行い敗北し引退させられてしまう。物語終盤、「敗者髪切りデスマッチ」の後、マキ上田と再会し、レスラーとして復帰する決意を告げる。そして「ジャパン女子プロレス」結成に参加。神取忍との凄惨な試合記事が雑誌に掲載され、長与やレフェリーとなった本庄（クレーン・ユウ）、そしてダンプに影響を与えた。
マキ上田
演 - 芋生悠
カリスマ的国民人気を誇ったベビーフェイスのタッグチーム『ビューティ・ペア』のレスラーの一人。しかしジャッキー佐藤とはレスラーとしての意見の相違から仲が悪くなってしまっていた。第1話で松永兄弟により仕掛けられた敗者引退試合でジャッキー佐藤に敗北し引退させられる。第5話終盤でジャッキー佐藤と再会しレスラー復帰の決意を告げられる。

### その他の全日女子プロレス所属レスラー
ジャガー横田 / 横田利美
演 - 水野絵梨奈
松本香たち「55年組」の先輩レスラー。ベビーフェイス。初代全日本シングル王者、第29代・31代WWWA世界シングル王者などの獲得経験のある全日女子プロレス実力ナンバーワンレスラー。松永俊国からジャッキー佐藤に引導を渡すよう勧められるがままに、試合でジャッキーを敗北させ引退させる。ビューティー・ペアやクラッシュ・ギャルズとブックでの試合を命じられ、太鼓持ちのような扱いをされた続けたことにより、会社への疑心を抱き、メキシコへ修行を兼ねた遠征に赴く。後輩レスラーであるライオネス飛鳥の才能を認めており、飛鳥ほどのレスラーがダンプ松本と長与の影に隠れてしまっている現状に気にかけている。飛鳥に対して自身が持つ赤いベルトを賭けて実力で戦うことを約束した。しかし全女の上層部から期待されていないことを悟り「肩叩き」をされる前に引退を決め、飛鳥の懇願にも心を変えることは無かった。「髪切りデスマッチ」では長与側のセコンドに付き「凄惨な結末」から長与を庇うよう努めた。「ダンプ松本引退試合」では解説者として試合を見守った。
ラブリー米山
演 - 鎌滝恵利
リングネーム及びキャラクターは作品オリジナル。松本香たちの先輩レスラーで、セクシーレスラーとして活躍。厳しいしごきで後輩たちに恐れられる。長与千種と試合をしていた際に長与を激しく責め立て「長与千種の覚醒」を招く。その腹いせに長与をシャワー室で暴行したり長与を無視するなど長与に辛く当たり、長与に引退を決意させるが、飛鳥対長与の一騎打ちに似た対戦を招き「クラッシュ・ギャルズ」の結成のきっかけとなる。
モンスター・リッパー
演 - ANNA
カナダ出身の巨漢レスラー。松本香のデビュー戦の相手をし、散々叩きのめしたあと「バックブリーカー」でとどめを刺した。その暴走ファイトスタイルから、デビル雅美にはデビル軍団の加入を拒否される。後に「敗者髪切りデスマッチ」ではダンプ松本側のセコンドに付く。
プリティ・アトム
演 - プリティ太田
男性ミゼットレスラー。「全日本女子プロレス」が扱っていた「もう一つのプロレス」である「ミゼット・プロレス」を代表する人物として描かれる。幼少期の松本が道で転んでケガをした時に、手当てのためにプロレスの興行を行っていた体育館に招き入れるなど、物語の要所要所に登場する。
リトル・フランキー
演 - 野澤健
アブドーラ・コブッチャー
演 - ミスター・ブッタマン 
ラ・ギャラクティカ1号
演 - Anabel Ramos
ラ・ギャラクティカ2号
演 - AKARI
ミネルバ葉子
演 - 花屋ユウ
凡例
1. 1 2 3  「極悪女王」作品オリジナルの女子プロレスラー。

### 全日女子プロレススタッフまたは関係者

#### 松永3兄弟
松永高司
を社長として、弟の松永国松と松永俊国の
「松永3兄弟」で全女を運営し、女子プロレスの一時代を築き上げる。
なお実際の「松永兄弟」は「松永四兄弟」と称された。そして実際には「5兄弟」であり、高司は三男、国松は四男、俊国は五男である。監督の白石和彌によれば、本当は4人とも描きたかったが、本編の尺の都合により、史実での次男となる松永健司も含めた4人を混ぜ合わせて「3兄弟」に分けられ描かれた。そのため「極悪女王」本編内では高司が長男、国松は次男、そして俊国は三男という扱いになっている。
松永高司
演 - 村上淳
「松永3兄弟」の長男であり「全日本女子プロレス」社長。会場では焼きそばを売っており、全女の試合会場に通っていた頃の松本香はよく焼きそばを買っていた。そして香は全女のオーディションを受けるときに「焼きそば売りのおっちゃん」が全女社長であることを知る。全女社長として、時には冷徹に「ビューティ・ペア」の引退を決め、俊国や国松から出された意見に最終的な判断を下す。その一方で情が深い面もあり、「プロレスの面白さ」を追求するあまりに「結末を決めた試合」を良しとせずに、敢えて選手に「結末」を伝えない手段を取ることもある。「結局は好きなように生きたヤツが勝ちなんだよ」が口癖であり、この言葉が松本香：ダンプ松本を突き動かしていく。
松永国松
演 - 黒田大輔
「松永3兄弟」の次男であり「全日本女子プロレス」副社長。トレーナーや、「ジミー加山」のリングネームでレフェリーも務める。またマネージャーも務め、選手たちからは「国マネージャー」と呼ばれている。兄弟の中では比較的現実主義の持ち主であり、基本的には物事を冷静に判断し行動するが、キレると選手に対してすら威圧的になり、硬軟織り交ぜながら手綱を操るように選手たちのなだめ役となっている。「敗者髪切りデスマッチ」では長与の敗北を阻止しようとするも出来ずに「凄惨な結末」を見届ける。「ダンプ松本引退試合」でも「試合延長」を止めようとするが大森に阻止される。
松永俊国
演 - 斎藤工
「松永3兄弟」の三男であり、「全日本女子プロレス」専務。トレーナーやテレビ関係者への対応などの渉外を担当し、そしてレフェリーも務める。上昇志向が強く、常に金儲けの事しか考えず、選手たちの事は全女を運営するための手駒にしか捉えておらず、「ビューティ・ペア」のマキ上田やジャッキー佐藤の引退のきっかけを作るなど「売れなくなった選手」を容易に捨てる。松本香の頃には歯牙にも掛けていなかったが、「ダンプ松本の覚醒」とともに「数字＝視聴率が取れるダンプ松本」を利用するようになる。そしてダンプと長与千種の因縁から「敗者髪切りデスマッチ」の企画を思い付く。しかし大金を掲示してダンプ松本に「長与の勝利」を確約させてしまったために「凄惨な結末」を招くことになる。「ダンプ松本引退試合」の「試合延長」を止めようとするが、ダンプに阻止される。

#### その他の「全女」に関わる人物
阿部四郎
演 - 音尾琢真
プロテストに合格した松本香が、自動車免許証を持っていたために松永俊国に言われるがままに全女の宣伝に借り出された時に出会った興行プロモーター（第2話）。香に「ラ・ギャラクティカ」の扮装をさせて営業活動をするなど胡散臭い人物であるが、「売れる女子プロレスラーは勝手に光り出す」など香に持論を語り、「プロレスラーとしての松本香」へ影響を与える。香がヒールレスラーとして覚醒した時には、その様を観て「ダンプカーみてぇだ」と呟き、「ダンプ松本」のリングネームの元になった。後に俊国にお願いされレフェリーも務めるようになり、「極悪同盟」に有利に働くよう、極悪同盟側がフォールに入ると超高速でカウントを取ってフォールに持っていく。相手側がフォールに入ると仕方ないといった調子で超低速でカウントを取る。後ろ手に極悪同盟に武器を渡す。極悪同盟が反則行為をしている最中は見ていないふりをする等。徹底して極悪同盟に加勢するレフェリングを行った。その一方で激高するダンプ松本を止めたり、収拾つかなくなった試合を中断させるなど、なだめ役となる時もある。「敗者髪切りデスマッチ」は一観客として、「ダンプ松本引退試合」は前半戦までレフェリーを務めた。
臼井延夫
演 - 赤ペン瀧川
トヨテレビのプロデューサー。トヨテレビの全女中継枠を担当しており、渉外担当である俊国とは友好関係にあり、俊国や国松からは「臼井ちゃん」と呼ばれる。一方で高司からはあまり良く思われていない。松永兄弟を高級料亭で接待するなど、数字＝視聴率を上げるために試合内容に干渉しようと目論む。しかし「敗者髪切りデスマッチ」では想定以上のダンプ松本の暴走の果てによる凄惨な試合結果に呆然とさせられることになる。
志生野温夫
演 - 清野茂樹
テレビ中継での実況担当。
リングアナウンサー
演 - 神宮寺しし丸
上木浩一
演 - 池浪玄八
全日女子プロレスコミッショナー。
実況アナウンサー
演 - 枝光利雄

吉井
演 - しおつかけいいちろう
全日女子プロレス興業広報。
金森
演 - 石神まゆみ
全日女子プロレス興業経理社員。
レフェリー
演 - へんみのぶあき

ホセ・トレス
演 - フェルナンデス直行
ダンプ対長与の「敗者髪切りデスマッチ」を裁いたレフェリー。接待を担当した俊国と取り交わした「約束事」を忠実に守った結果、「凄惨な結末」を招く。

### 松本家
松本香の実家。母親の里子や妹の広美とは仲良く暮らしていたが、父親である五郎が帰宅すると、金遣いの荒さやDVや女問題に家の平穏を搔き乱され、香の中に怒りや憎しみや殺意を溜め込む元凶となってしまう。香が「全女」での修行で留守をしている最中に、母と妹が父を迎え入れ平穏な生活を送り、挙げ句の果てに父が「全女」や長与千種に対して不義理を行ったのにも関わらずに母と妹が一緒になって父を庇ったため、香がダンプ松本として覚醒するきっかけを作ってしまう。「敗者髪切りデスマッチ」は家族それぞれの場所で見届け、「ダンプ松本引退試合」では会場で家族3人揃って見届ける。
松本里子
演 - 仙道敦子
松本香の母親。夫の金銭問題、DV、不倫で苦労を抱えるが、夫を憎みきれず離婚まではしようとしない。娘思いな優しい性格で、香がヒールレスラーとして活動する事は「演技」である事は理解しているものの、抵抗感を持っている。
松本五郎
演 - 野中隆光
松本香、広美の父親。自己中心的でルーズな面があり金銭問題、DV、不倫等で家族に迷惑をかけている。愛人との間にも娘がおり、自分の娘の香と同じく愛人の娘にも「かおる」と名付けた。
松本広美
演 - 西本まりん（小3時代：柚穂）
松本香の妹。姉と仲の良い妹だったが、姉が極悪ヒールレスラーになったことから誹謗中傷される日々を送り、あげくに彼氏からも「姉がダンプ松本」という理由でフラれたことで完全にグレてしまい、金髪に特攻服を着た不良少女になってしまう。

### 長与家
長与繁
演 - 宮崎吐夢
長与千種の父親。千種を親戚に預けた後に蒸発し行方不明になっていたが、偶然見かけたプロレスの貼り紙を見たことで娘の千種がプロレスラーになったことを知り、千種に会いに来たが拒絶される。実際の長與繁よりも気弱な父親として描かれている。後に「敗者髪切りデスマッチ」を妻とともに観戦しに来場し、見届けることになる。
長与スエ子
演 - 美知枝
長与千種の母親。夫と共に蒸発し行方不明になっていた。偶然プロレスの貼り紙で千種がプロレスラーになったことを知り、千種に会いに来て再会したが、千種からは拒絶される。しかしその日の試合を観戦した結果、「長与千種の覚醒」の要因となる。後に夫とともに「敗者髪切りデスマッチ」を観戦し、凄惨な結末を見届けた後、千種に再び会いに行き、泣きながら千種を抱き締め慰める。

### その他人物
栗原愛子
演 - 田畑智子
松本五郎の愛人。幼少時の香と母の里子が五郎の潜伏先であるアパートを尋ねた時、五郎と愛子の間に娘がおり、その娘が五郎によって「かおる」と名付けられたことが発覚した。数年後、高校卒業後にパン屋で働いている香と偶然再会する。五郎とは既に愛想をつかして別れており、香に「あの穀潰し(五郎)が悔しがるくらいに、好き勝手に生きて楽しんだ方が良い」と助言を与えた。この助言をきっかけに、香はパン屋を辞めプロレスラーのオーディションを受けた。
愛子の娘・香
演 - 永尾柚乃
愛子の娘。血縁上は香と広美の異母妹。なお、香は彼女の名前が自身と同じ「かおる」という名前である事を知って大きなショックを受けている。

### ゲスト

#### 第1話
ビューティ・ペア親衛隊
演 - 山本眞卯（第2話）、各務百香（第2話）、田中佳奈子（第2話）

店主
演 - 天田将行
香たちから空き瓶を買い取る酒屋の店主。
客
演 - 坪井篤史
酒屋の客。
中島
演 - 木下弘明
松本家の隣人。硝子屋を経営。
店員
演 - 本木幸世
香が務めた太陽パン屋の店員。
高木百合恵、酒井加寿子
演 - 丹羽麻佑子、栃洞雪乃
80年（昭和55年）組 新人レスラー。
奥野まなみ、145番、175番
演 - 吉田有希、中村未華、三澄朝子
新人オーディション参加者。
新人レスラー
演 - 春名涼羽

- 中村紬[369]、佐藤浬[369]、SAKI、清水ひかり、川畑梨瑚[370]、桃野美桜[371]、堀田祥子[372]（第2話・第3話）、橘さり[373]、長村咲、佐藤緑、志田美由紀[374]、佐藤未涼（練習生）[375]、仁泉鋭美、齋藤憲良（第2話 - 第5話）、海翔（飲屋街の犬）、マカロニ（神社の犬）

#### 第2話
支配人
演 - 古賀清
ホテルニューシャイン支配人。ギャラクティカのファン。
高野
演 - 岩田和浩（第3話 - 第5話）

- 銘苅亨太[378]（第3話 - 第5話）、小高美優、鶴田翔[379]、牧修平[380]、宝山愛[381]（第3話 - 第5話）

#### 第3話
満男
演 - 犬飼直紀（第4話）
広美の彼氏。
松永恵子
演 - 周本絵梨香
松永高司の妻。
クラッシュギャルズ親衛隊
演 - 三浦綾花（第1話・第4話・第5話）、小関千尋（第5話）、影吉紗都（第4話・第5話）、藤山凜（第4話・第5話）

店主
演 - 俵木藤汰
香たちが凶器になるものを探しにきた金物屋の店主。
工事関係者
演 - 鷲尾英彰、松本哲也
金物屋に来た客。
社長、タニマチ
演 - 上野太、小川あつし
全女の面々を接待するスポンサー。
沢口武隊長、隊員、隊員
演 - 井上賢嗣、海老原恒和、玉木惣一郎
香たちが観ているテレビ番組で山中で未確認飛行物体を捜索する探検隊。
ナレーター
声 - 土屋トシヒデ
テレビのUFO探検番組のナレーション。
- 佐野陽一、杉山茂生、久保亮輔、篠木隆明[369]、阿部伸勝[392]、内海香織[374]、もあな（ラブリー犬、第4話）

#### 第4話
誠
演 - 松田一希（第5話）
広美の新しい彼氏。
プロデューサー
演 - 沖田修一
レコード会社のクラッシュギャルズの担当プロデューサー。
司会
演 - タコス（マリーマリー）
ダンプ松本が乱入したテレビ「夕焼けキンコンカン」の司会。
高橋和也
演 - 石黒玲音
クラッシュギャルズが出演した「毎度おさわがせします」のキャスト。
- もべたいら[374]、種川遼[396]、加藤厚志[361]、原みなほ[359]、戸部達樹、菊田万琴、Yair Yebra[397]

#### 第5話
医師
演 - 片岡礼子
松本五郎の主治医。
リングドクター
演 - 馬上亮
松本対長与の大阪大会のリングドクター。
養鶏場の主人
演 - 赤松新
中野と影が訪れた養鶏場の主人。
記者
演 - BOB
長与のジャパン女子参戦表明を取材する記者。
ダフ屋
演 - 松浦祐也
松本対長与の大阪大会のチケットを扱う。
キャスター
演 - 竹内義貴
全日女子プロレスのトヨテレビの中継放送打ち切りを伝える。
新人レスラー
演 - 平崎里奈（武井美沙）、大塚澪（太田まゆみ）、岡知里（永田実加）、里中もも、吉田晏子（田代佳代）、江俣智愛莉（岩井文枝）
84年組新人レスラー。
神取忍
演 - 水波綾
現役復帰したジャッキー佐藤が立ち上げた「ジャパン女子プロレス」の選手。「髪切りデスマッチ」の後、ダンプ松本が眺めていたプロレス雑誌に、ジャッキー佐藤の対戦相手として載っていた。後に長与が開いた記者会見で対戦を希望する選手として名前が上げられ、松永社長たちに対戦を制止された。
女の子
演 - 板垣樹
ダンプ松本の引退試合の会場に訪れた女の子。チケットは買えなかったが、高司に導かれ、惹かれるように会場内に入っていく。刀羅ナツコのように「続編の主人公」だと自分を投影させている現役女子プロレスラーもいる。
- 川原邑、松丸愛美、小倉史也、加瀬竜彦[411]、櫻井麻七、中島智彦、尾倉ケント[412]、津和野諒[390]、櫻井裕子

## スタッフ
- 企画・脚本・プロデュース - 鈴木おさむ[1][17][2][3][4]
- 総監督 - 白石和彌[1][17][4][16][8][9][15][10][11][12][13][14][97]
- 監督 - 白石和彌（1〜3話）、茂木克仁（4〜5話）[17]
- プロレススーパーバイザー - 長与千種[52][70][22][16][48][8][41][2][9][82][27][72][61][10][14][89][46][109][93][15][97][112]
- 脚本 - 池上純哉[17]
- 音楽 - 木村秀彬[4]
- エグゼクティブ・プロデューサー - 高橋信一[1][17][4]
- プロデューサー - 長谷川晴彦[4]、千綿英久[4]
- ライン・プロデューサー - 井上潔[4]
- アソシエイト・プロデューサー - 成瀬保則[4]
- 音楽プロデューサー - 田井モトヨシ[4]
- 美術監督 - 今村力[90][4]
- 撮影監督 - 鍋島淳裕[4]（J.S.C.）
- 撮影 - 馬場元[4]（4〜5話）
- 照明 - かげつよし[4]
- 録音 - 浦田和治[4]（J.S.A.）
- 装飾 - 京極友良[4]
- キャスティング - 南谷夢[4]
- 衣裳デザイン - 高橋さやか[4]
- 衣裳統括 - 加藤優香利[4]
- ヘアメイク - 有路涼子[4]
- スクリプター - 松本月[4]（1〜3話）、堀菜々子[4]（4〜5話）
- 編集 - 加藤ひとみ[4]、脇本一美[4]
- 音響効果 - 柴崎憲治[4]
- リレコーディングミキサー - 田中修一[4]
- ポストプロダクションスーパーバイザー - 山川健太郎[4]
- VFXプロデューサー - 川瀬基之[4]
- VFXスーパーバイザー - 朝倉怜[4]
- 助監督 - 渡辺圭太[4]
- 制作担当 - 篠宮隆浩[4]
- 製作 - Netflix[4]
- 制作プロダクション - KADOKAWA[203][4]

## 受賞
- ギャラクシー賞[413][414][415]（放送批評懇談会）
  - 2025年3月度 マイベストTV賞 特別投票「ネット配信ドラマ」ノミネート[413][414][415]
- 第51回 （2024年度） 放送文化基金賞[268][269][270][273][274][272][168][112]
  - ドラマ部門 奨励賞[268][269][270][273][274][272][168][112]

## エピソード
- 脚本を担当した鈴木は、オーディション当時に俳優活動を自粛していた唐田を述懐して、「自粛中で初めてのオーディションだったと思うんですけど、そこですごかったのが『この2年間で自分と向き合った』とか、『事務所の社長さんが見捨てることなくやってくれた』とか自分で言うんですよ。普通言わないじゃないですか」と驚きを語った[416]。
- 史実とは異なる点もあり、本作品では試合進行に関する取り決め（台本）の存在を示唆する「ブック」の言葉が多用された[417]。しかし、ジャガー横田は「ブック」という言葉自体の存在を根本から否定している[418]。また、ジャッキー佐藤が世界タイトルに挑戦した際に会長の松永高司から対戦相手のジャガー横田に対して「負けろ」と指示する場面があるが、ジャガーは「指示されたことは無かった」と否定していることをジャガーの夫である木下博勝が明らかにしている[419]。
- ダンプ松本本人は、2024年11月16日、ラジオ番組『サンドウィッチマン ザ・ラジオショーサタデー』（ニッポン放送）に出演した際にこの映画を「70％くらいはホントかな」「あんなもんじゃないですよね」と評しており、いじめやシゴキなどの映画で描写できないような過激な行為が実際にはもっと存在したと証言している[420]。
- 実際の全女のロゴマークは使用せずオリジナルのデザインとし、劇中では「全日女子（ぜんにちじょし）プロレス」となっている。

## 関連書籍
80年代の女子プロレスと「極悪女王」の秘話を特集した雑誌『Number』で紹介された解説本を、関連書籍を含めて記載する。
- 井田真木子『プロレス少女伝説　新しい格闘をめざす彼女たちの青春』かのう書房、1990年10月。国立国会図書館サーチ：R100000002-I000002073756, R100000001-I1423245597, R100000136-I1130282269018986752, R100000001-I43111129037883。
  - 井田真木子『プロレス少女伝説』文芸春秋〈文春文庫〉、1993年10月。ISBN 4167554011。
- 平塚雅人『ダンプ松本『ザ・ヒール』』小学館、2021年1月。ISBN 9784093887939。
  - 原秀則『ダンプ・ザ・ヒール｜DUMP THE HEEL』 1巻、ダンプ松本,平塚雅人(原案協力)、小学館〈ビッグコミックス〉、2022年3月。ISBN 9784098612499。
  - 原秀則『ダンプ・ザ・ヒール｜DUMP THE HEEL』 2巻、ダンプ松本,平塚雅人(原案協力)、小学館〈ビッグコミックス〉、2022年7月。ISBN 9784098613236。
  - 原秀則『ダンプ・ザ・ヒール｜DUMP THE HEEL』 3巻、ダンプ松本,平塚雅人(原案協力)、小学館〈ビッグコミックス〉、2022年12月。ISBN 9784098614776。
  - 原秀則『ダンプ・ザ・ヒール｜DUMP THE HEEL』 4巻、ダンプ松本,平塚雅人(原案協力)、小学館〈ビッグコミックス〉、2023年4月。ISBN 9784098615933。
  - 原秀則『ダンプ・ザ・ヒール｜DUMP THE HEEL』 5巻、ダンプ松本,平塚雅人(原案協力)、小学館〈ビッグコミックス〉、2023年9月。ISBN 9784098625550。

：原秀則による『ザ・ヒール』のコミカライズ作品。
- 柳澤健『1985年のクラッシュ・ギャルズ』文藝春秋〈文春文庫〉、2014年3月。ISBN 9784167900625。
  - 柳澤健『1985年のクラッシュ・ギャルズ』光文社〈光文社未来ライブラリー〉、2023年12月。ISBN 9784334101688。
- 吉田豪『吉田豪の"最狂"全女伝説　女子プロレスラー・インタビュー集』白夜書房、2017年7月。ISBN 9784864941396。

## 参考資料
- 『madame FIGARO japon (フィガロジャポン) 2024年10月号［特集：大人の新ベーシック AtoZ］』CCCメディアハウス、2024年8月20日、160-161頁。ASIN B0DB678VKQ。国立国会図書館サーチ：R100000002-I000009144674-i33009818。
- 『Brutus = ブルータス「沁みる映画。」』マガジンハウス、2024年11月15日、54-55,56-57,58-59,60-64頁。ASIN B0DLLDMS84。国立国会図書館サーチ：R100000002-I000000033474-i33243157。
- 『Sports graphic number = スポーツ・グラフィックナンバー  「極悪女王」 秘話。~クラッシュ・ギャルズとダンプ松本の時代~』文藝春秋、2024年11月21日、1-75,96頁。ASIN B0DMPM8XCF。国立国会図書館サーチ：R100000002-I000000033748-i33257948。